# Korgau
Korgau este o comună din landul Saxonia-Anhalt, Germania.